# Каркатеевы
Каркате́евы — посёлок в Нефтеюганском районе Ханты-Мансийского АО. Образует Сельское поселение Каркатеевы.

## География
Посёлок расположен на берегу протоки Большая Юганская в окружении лесов и болот. Расстояние до административного центра г. Нефтеюганска — 29 км. У южной окраины посёлка проходит автодорога Р-404.

## Инфраструктура
В посёлке имеется общеобразовательная школа, детский сад, дом культуры, спортивный зал, амбулатория и библиотека, почта.
Отделение электросвязи Югансктелеком, отделение Сбербанка России. Развитая поселковая торговая сеть.

## Население
| 2008  | 2010  | 2012  | 2013  | 2014  | 2015  | 2016  |
| ----- | ----- | ----- | ----- | ----- | ----- | ----- |
| 1513  | ↗1850 | ↘1819 | ↘1781 | ↘1762 | ↗1787 | ↘1782 |
| 2017  | 2018  | 2019  | 2020  | 2021  |       |       |
| ↘1738 | ↘1708 | ↘1696 | ↗1724 | ↗1940 |       |       |

## История
Первое упоминание сохранилось в материалах ревизии населения Российской империи 1782 года. В перечне упомянута фамилия Каркатеевы. Этой изменённой хантыйской фамилией и будет в конце 30-х годов назван посёлок. В Приполярной переписи 1926—1927 в юртах Каркатеевых числилось одно хозяйство с шестью жителями. Занимались ханты юрт Каркатеевых традиционными видами промыслов: охотой, рыболовством, сбором дикоросов. Согласно «Списка населённых пунктов и административного деления Тобольского округа, Уральской области на 1 октября 1926 года», в юртах Каркатьевы — 7 дворов, 23 человека. Примерно в 1947 создан леспромхоз и лесосплав. Летом 1948 года в Каркатеевы прибыло около 20 человек — ссыльные крестьяне с Украины. В 1952 году был закрыт леспромхоз и лесосплав, большая часть жителей перебралась в другие посёлки. В конце 70-х в посёлке построена нефтеперекачивающая станция. Строятся новые жилые дома, социальные объекты.

## Экономика
На территории поселка функционируют подразделения Нефтеюганского управления магистральных нефтепроводов: цех технологического транспорта и спецтехники, участок погрузочно-разгрузочных работ, база производственного обслуживания. ЛПДС "Каркатеевы" является составляющей частью АО «Транснефть-Сибирь», которое осуществляет транспортировку нефти. Работают два частных промышленных предприятия и РЭУ (ООО «Промысловик»).